# Up the River
Pour plus de détails, voir Fiche technique et Distribution.
Up the River est un film américain réalisé par John Ford sorti le 12 octobre 1930.

## Synopsis
Deux détenus (Spencer Tracy et Warren Hymer) s'échappent et rentrent à leur guise. Un codétenu amoureux (Humphrey Bogart) va avoir besoin de leur aide.

## Fiche technique
- Réalisation : John Ford
- Scénario : Maurine Dallas Watkins
- Musique originale : James F. Hanley et Joseph McCarthy
- Producteur : William Fox
- Photographie : Joseph H. August
- Costumes : Sophie Wachner
- Montage : Frank E. Hull
- Format : Noir et blanc - Mono - 35 mm
- Pays :  États-Unis
- Langue : anglais

## Distribution
- Spencer Tracy : Saint Louis
- Claire Luce : Judy
- Warren Hymer : Dannemora Dan
- Humphrey Bogart : Steve
- William Collier Sr. : Pop
- Joan Marie Lawes : Jean
- George MacFarlane : Jessup
- Robert Emmett O'Connor : Warden
- Steve Pendleton : Morris
- Sharon Lynn : Edith LaVerne
- Noel Francis : Sophie
- Goodee Montgomery : Kit
- Bob Burns : Slim
- John Swor : Clem
- Louise Mackintosh : Mme Massey

Et, parmi les acteurs non crédités :
- Edythe Chapman : Mme Jordan
- Morgan Wallace : Frosby

## Autour du film
- Tracy avait joué dans trois films courts plus tôt cette même année et Bogart avait fait une apparition non créditée dans un film muet quelques années plus tôt mais ce film est pour chacun leur premier vrai rôle au cinéma.
- C'est le seul film qui rassemble à l'écran ces deux amis proches dans la vie. Ils tentèrent de tourner ensemble La Maison des otages (The Desperate Hours) en 1955, mais ils refusaient tous deux de jouer le second rôle, aussi ce dernier fut-il interprété par Fredric March.
- L'actrice principale de ce film, Claire Luce (1903–1989), tourna très peu pour le cinéma mais joua sur la scène de Broadway entre 1923 et 1952. Il ne faut pas la confondre avec la célèbre auteur de théâtre Clare Boothe Luce (1903–1987), née Ann Clare Boothe.
- John Ford ne retrouva Tracy que vingt-huit ans plus tard, pour lui offrir le magnifique rôle de Frank Skeffington dans  La Dernière Fanfare .